# Nixon Kiprotich
Nixon Kiprotich, född den 4 december 1962, är en kenyansk före detta friidrottare som tävlade i medeldistanslöpning.
Kiprotich deltog vid Olympiska sommarspelen 1988 på 800 meter och han slutade då på åttonde plats. Hans största merit kom under 1992 då han dels noterade sitt personliga rekord på distansen, 1.43,31 från en tävling i Rieti. Dels blev han tvåa vid Olympiska sommarspelen 1992 efter landsmannen William Tanui.